# 间谍相机

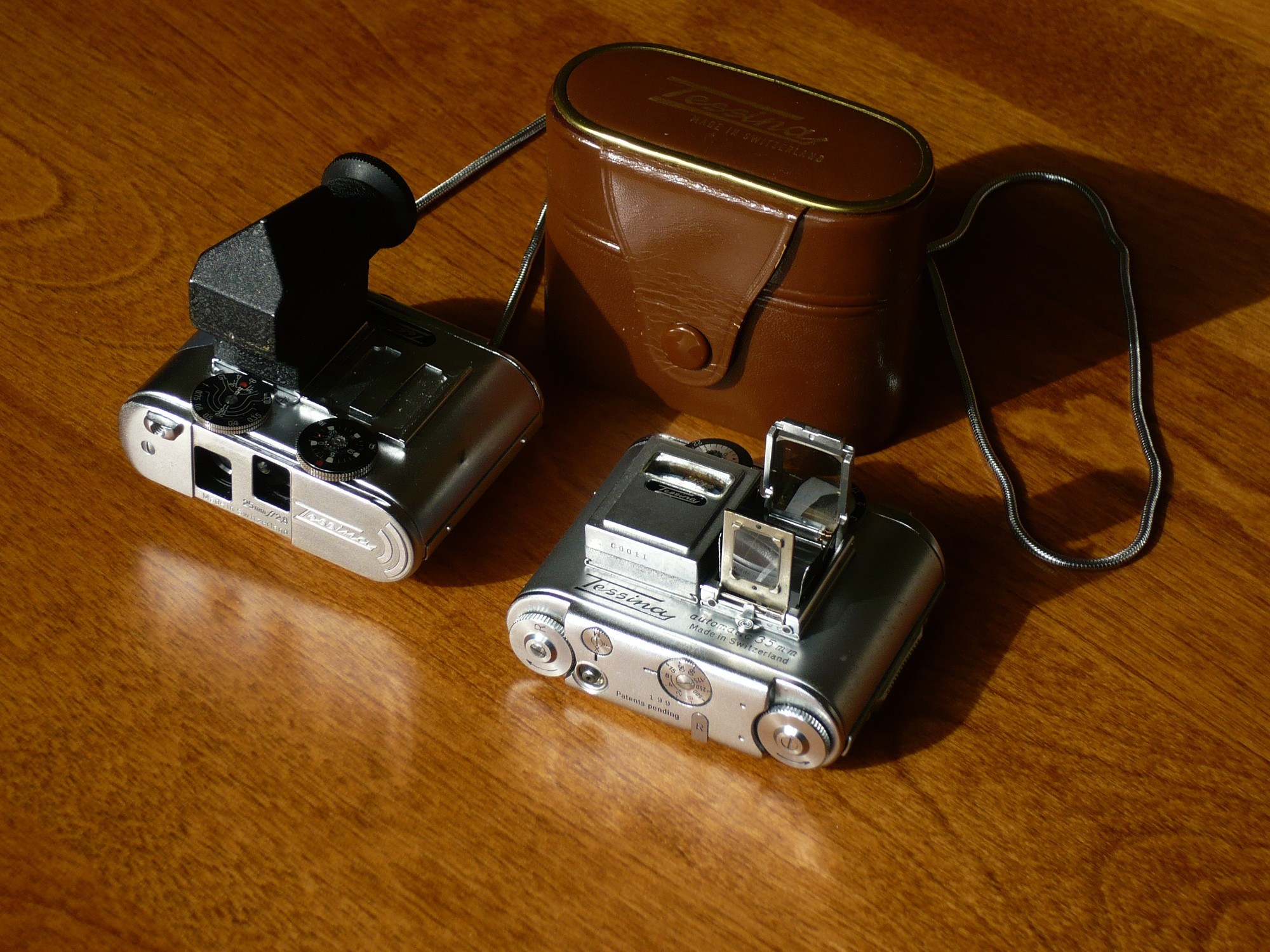
特熙纳 双镜头反光间谍相机及附件

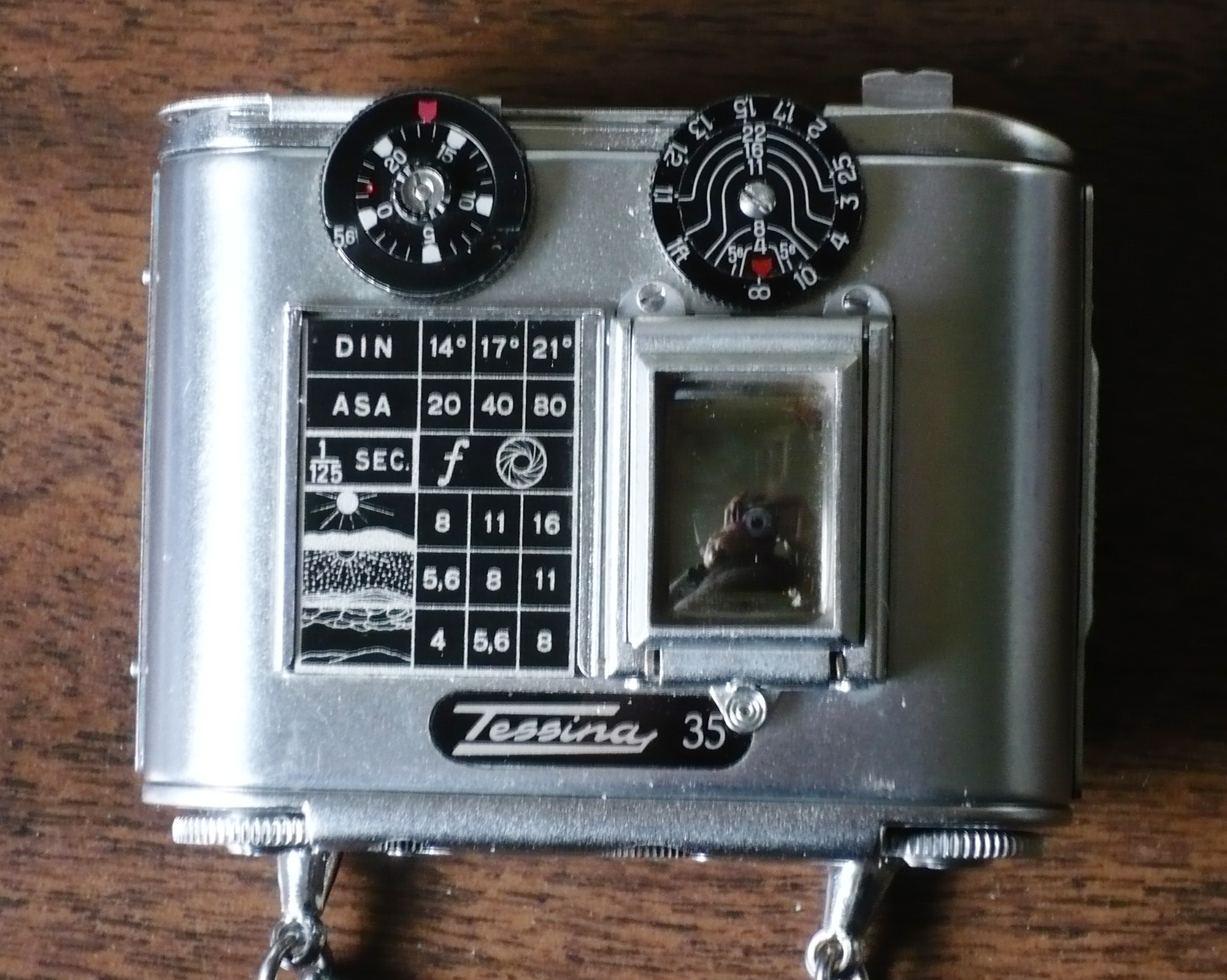
特熙纳35 双镜头反光间谍相机

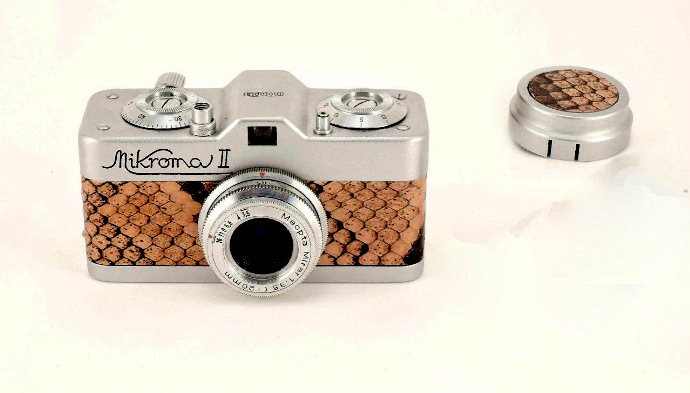
蛇皮米克咯玛16毫米间谍相机

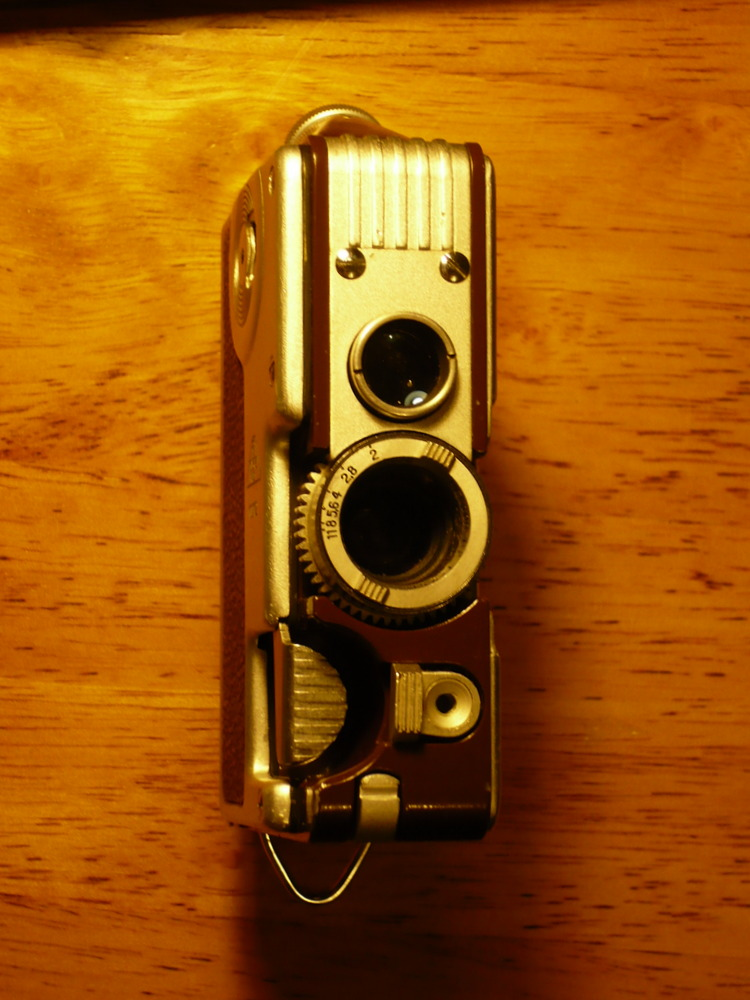
Goerz Minicord III 16毫米双反相机

间谍相机（spy camera）广义上指微型相机，便于隐蔽的相机。间谍相机使用的胶卷，一般度小于24x36毫米；狭义上指胶卷宽度度为17.5毫米、16毫米或9.5毫米的微型相机。

## 简史
德国人富里子·卡夫坦斯基在1933年推出的微型反光相机“MINIFLEX”是世界上最初的微型相机。后来卡夫坦斯基移居捷克，设计了“西达”微型相机。再后来又移居法国，设计了斯太咯福特微型相机。
在微型相机史上最著名的当推侨居拉脱维亚的德国人瓦尔特·察普1938年在里加设计的密诺斯了。

## 类别

### 135胶卷
- (瑞士)特熙纳（TESSINA） 14X21毫米
- (德)(日)ROBOT 半幅照相机 18x24毫米
- (苏)克格勃专用KMZ F21  18X24毫米 。
- (苏)克格勃专用 YELKA C64  18X24毫米。
- (捷克)特工專用 米克咯玛

### 126胶卷

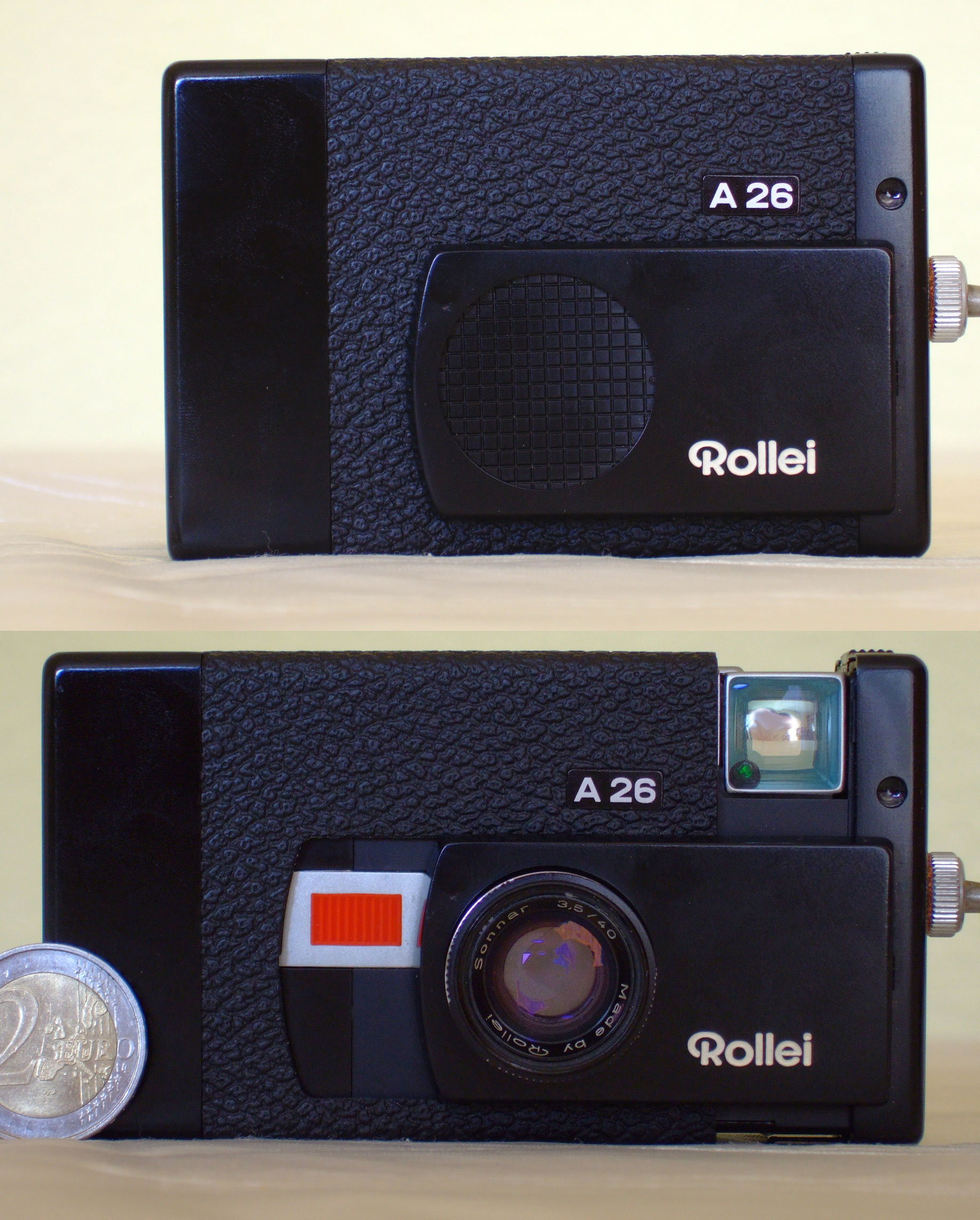
禄莱A26照相机

- （德）禄莱 A26，蔡斯26

### 17.5毫米胶卷
1950年代美军占领时代，日本光学照相机工业如雨后春笋，出产大量HIT 17.5毫米相机，品种多达450种，其中最有代表性的有：

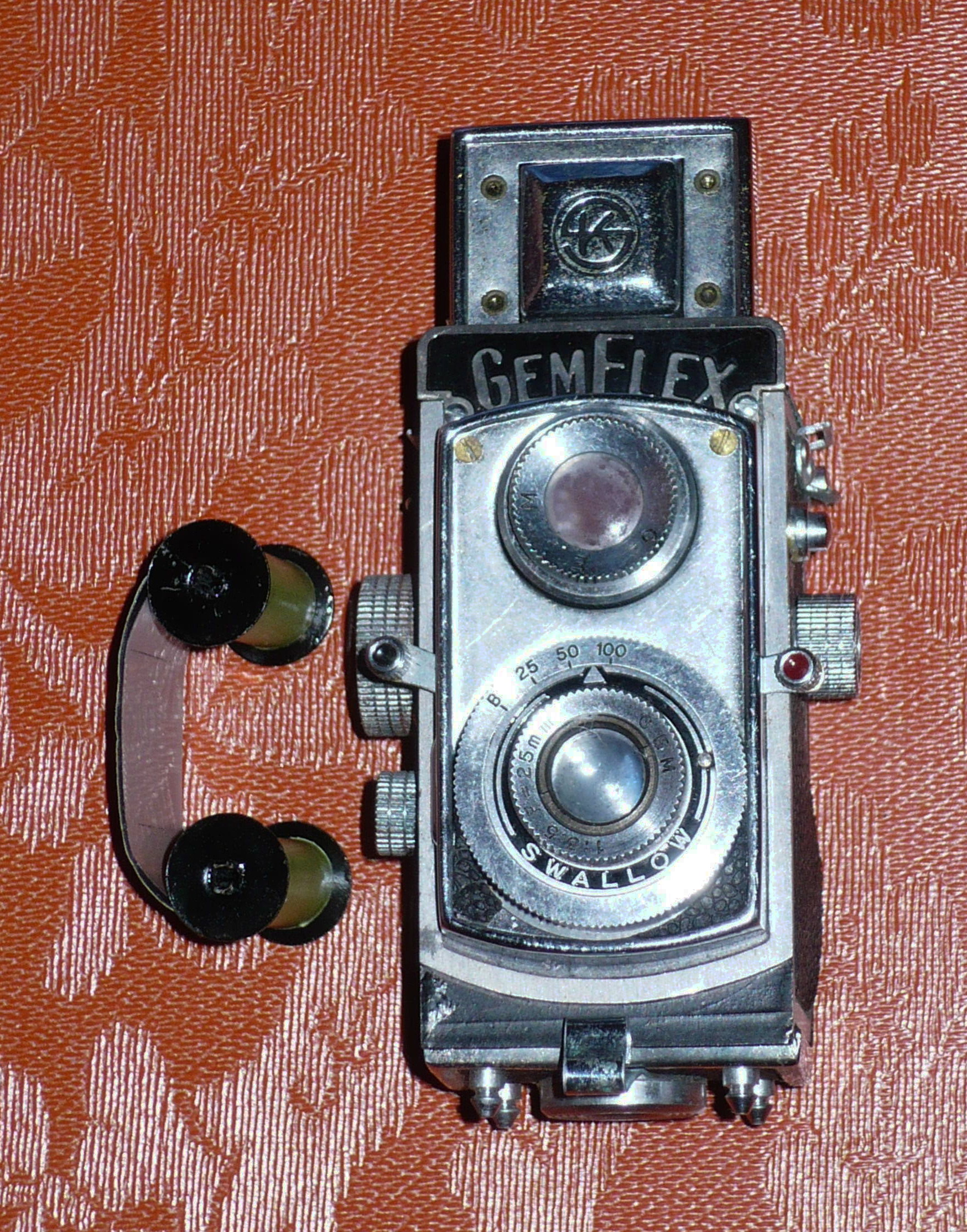
宝石双反相机

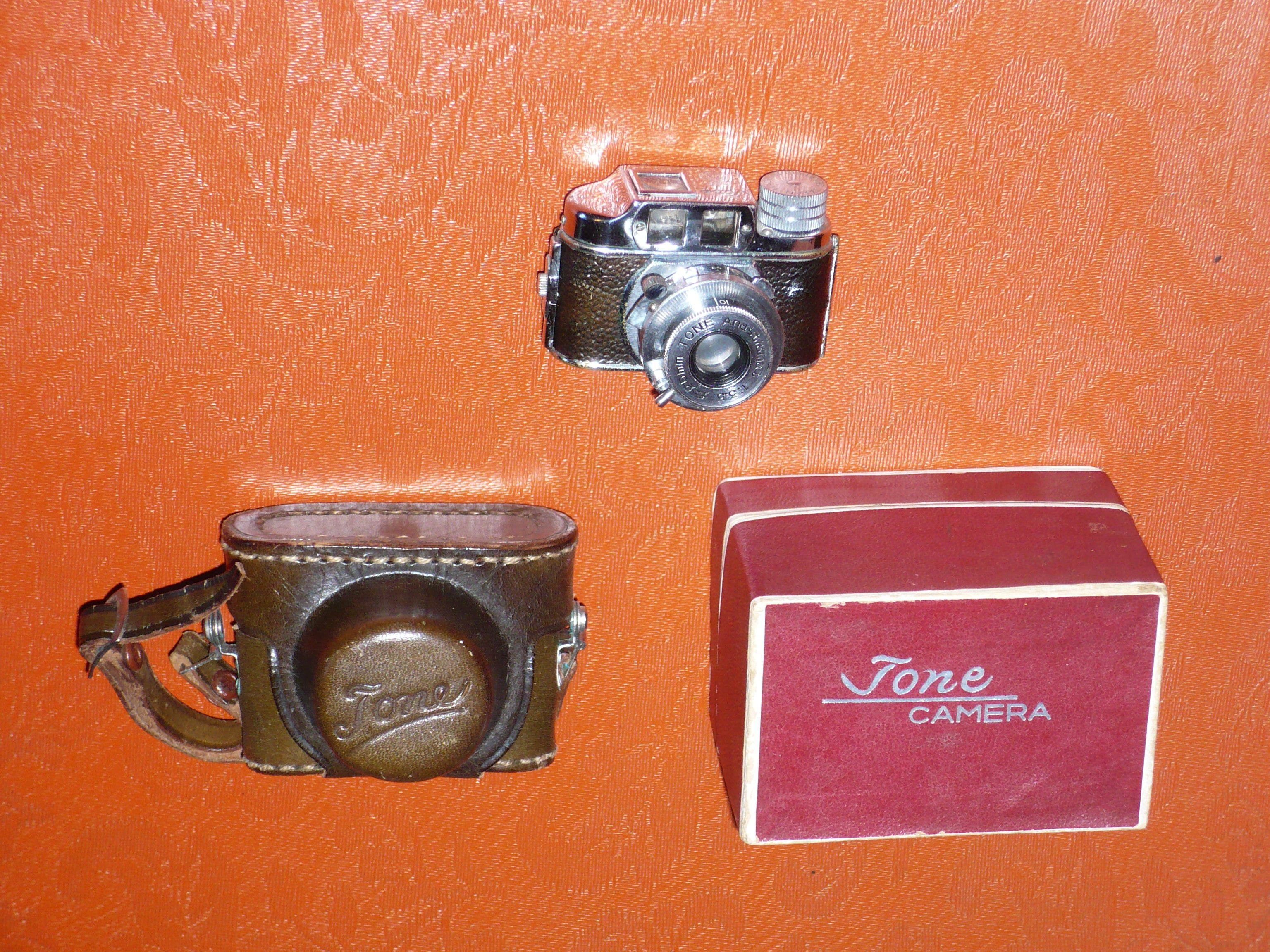
日本通尼间谍相机

- （日）Gemflex  宝石双反相机 14x14毫米像幅 双反相机
- （日）Tone　　　通尼相机 14x14毫米像幅

### 110胶卷

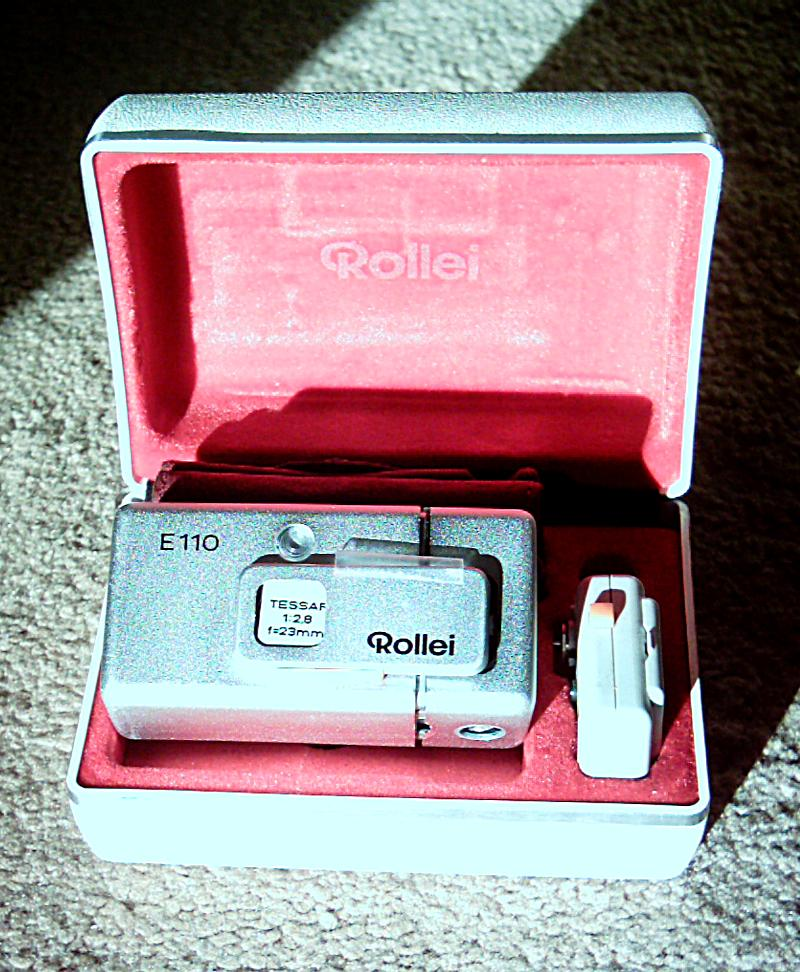
禄莱 E110

- (德)禄莱 E110/A110
- (日)宾得110，美能达110

### 16毫米 胶卷

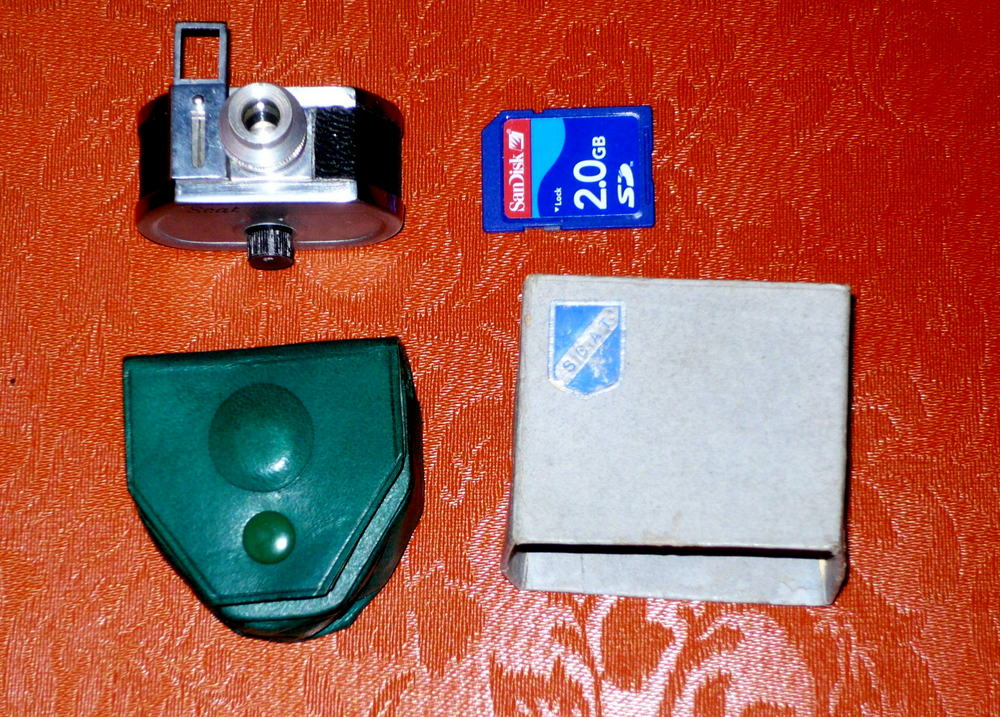
意大利斯卡特16毫米相机

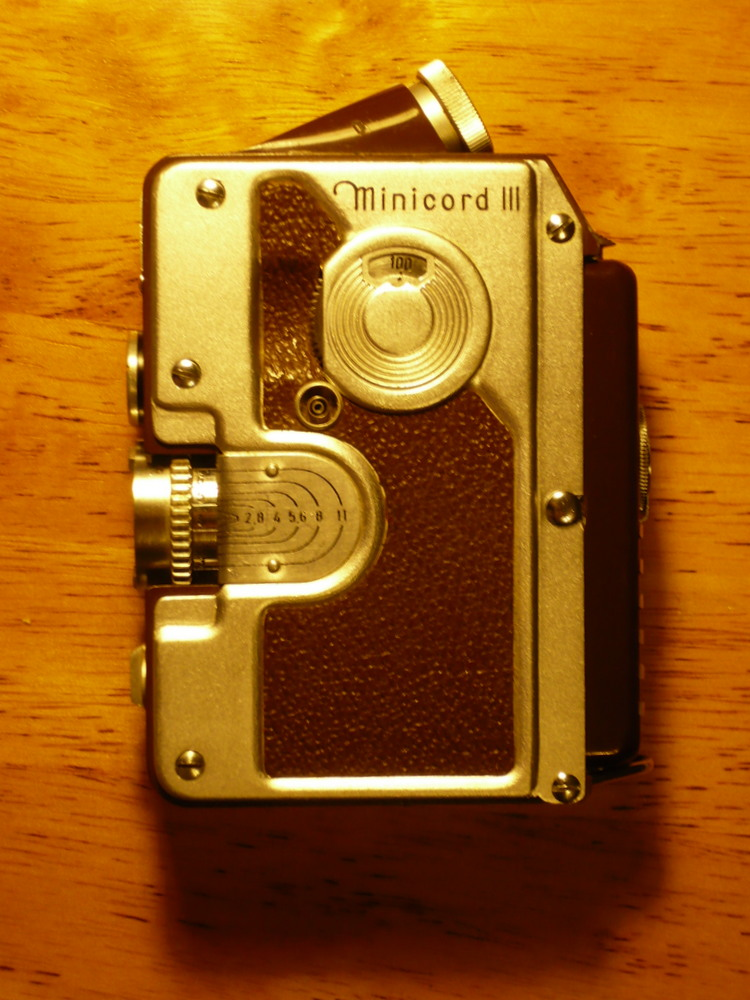
Goerz Minicord III 迷你格16毫米双反相机

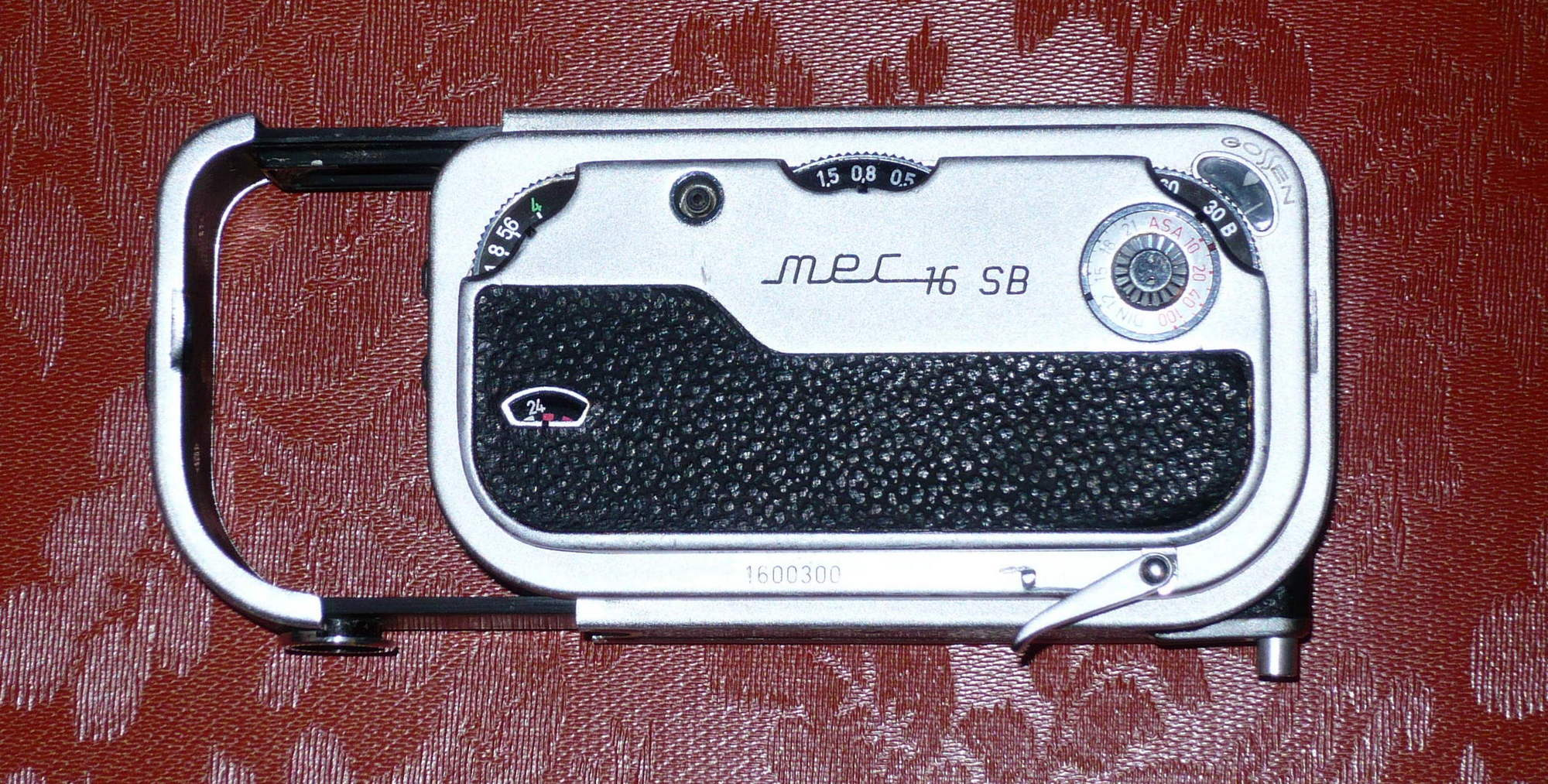
梅克16SB

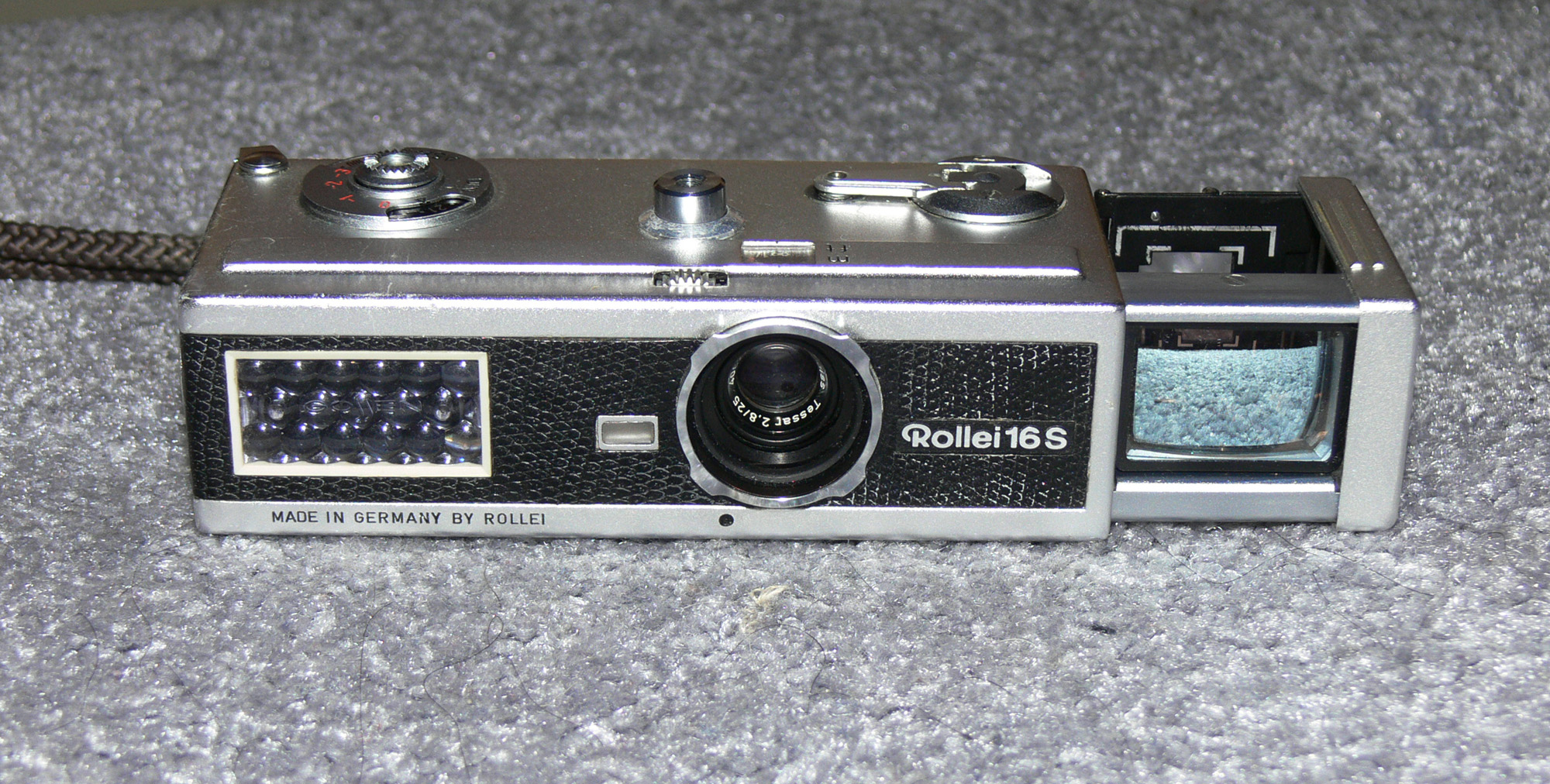
禄莱16S 蛇皮微型相机

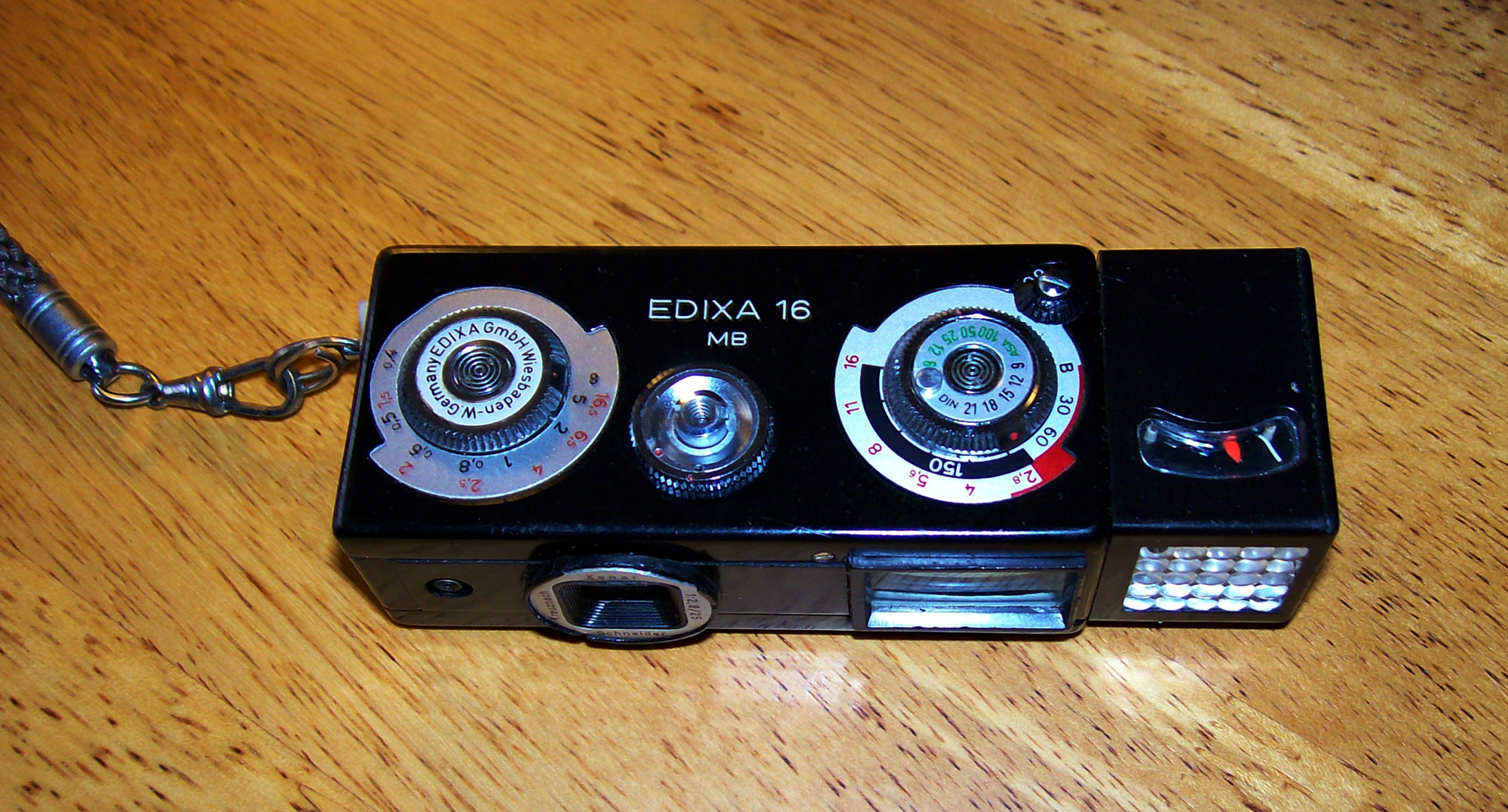
爱迪飒16MB

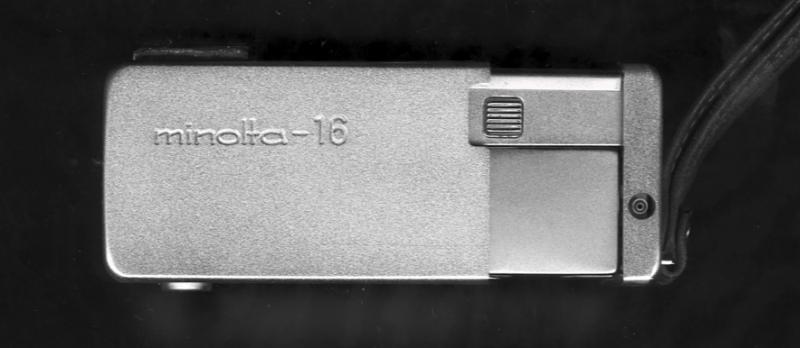
美能達16毫米微型相机

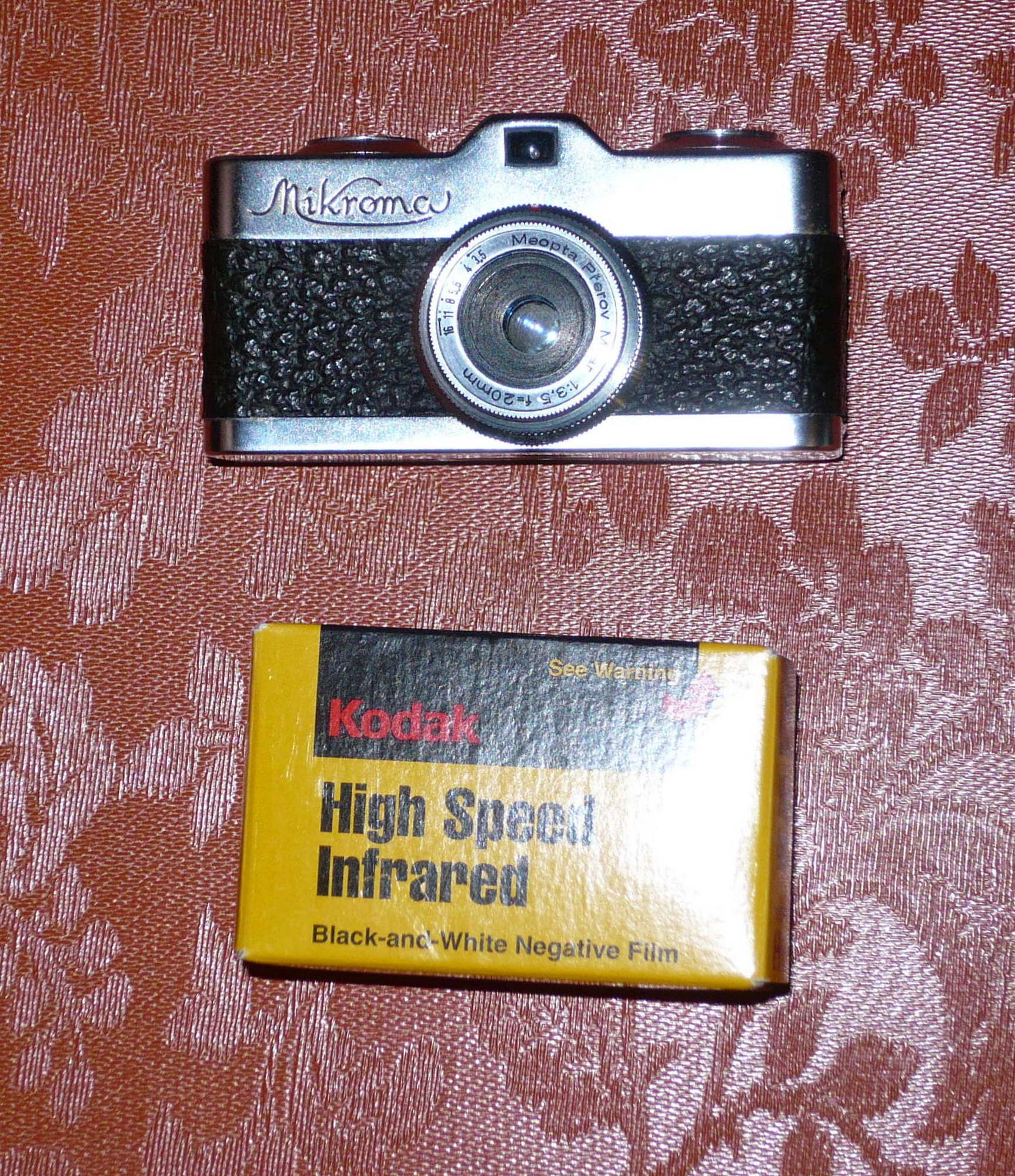
捷克警用米克洛玛16毫米相机

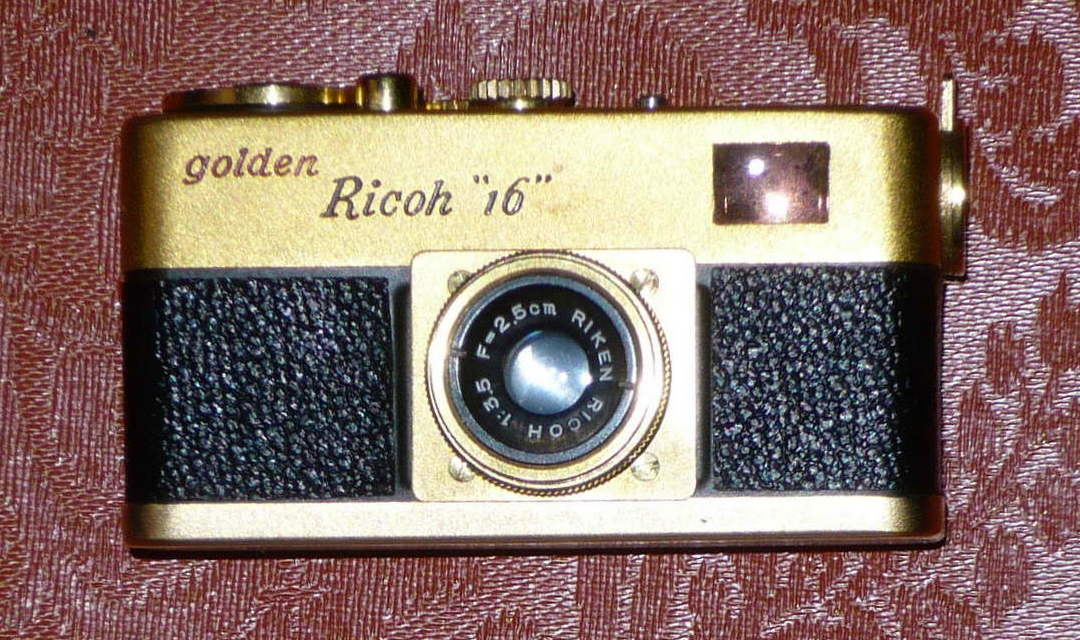
Golden Ricoh 16mm camera

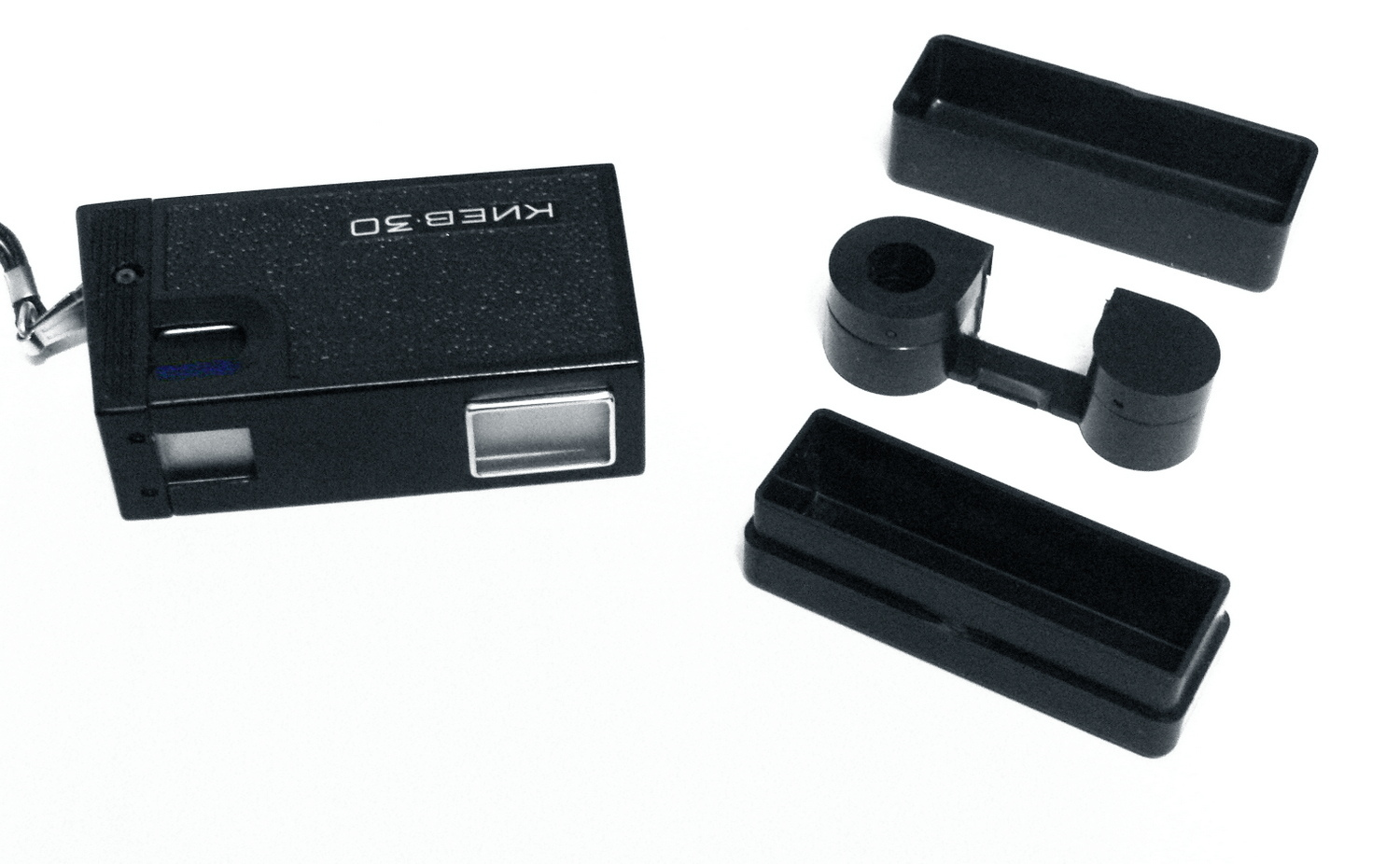
乌克兰基辅-30微型相机

#### 7x10毫米
- （意）斯卡特16毫米相机（SCAT）

#### 10x10毫米
- (奥) 迷你格
- (法) 斯太咯福特

#### 10x14毫米
- （德）MEC-16，梅克16SB
- （日）玛米亚16
- （日）Golden Ricoh 16
- (日)美能達16

#### 10x14.7毫米
- (苏)维嘎

#### 13x17毫米
- (意)嘎密16

#### 11.5x14.7毫米
- (捷)米克咯马16毫米微型相机

#### 12x17毫米
- (意)嘎米16
- (德)爱迪飒16毫米系列： 爱迪飒16，爱迪飒16M，爱迪飒16MB。
- (德)禄莱16

#### 13x17毫米
- 俄罗斯基辅-30

#### 14x21毫米

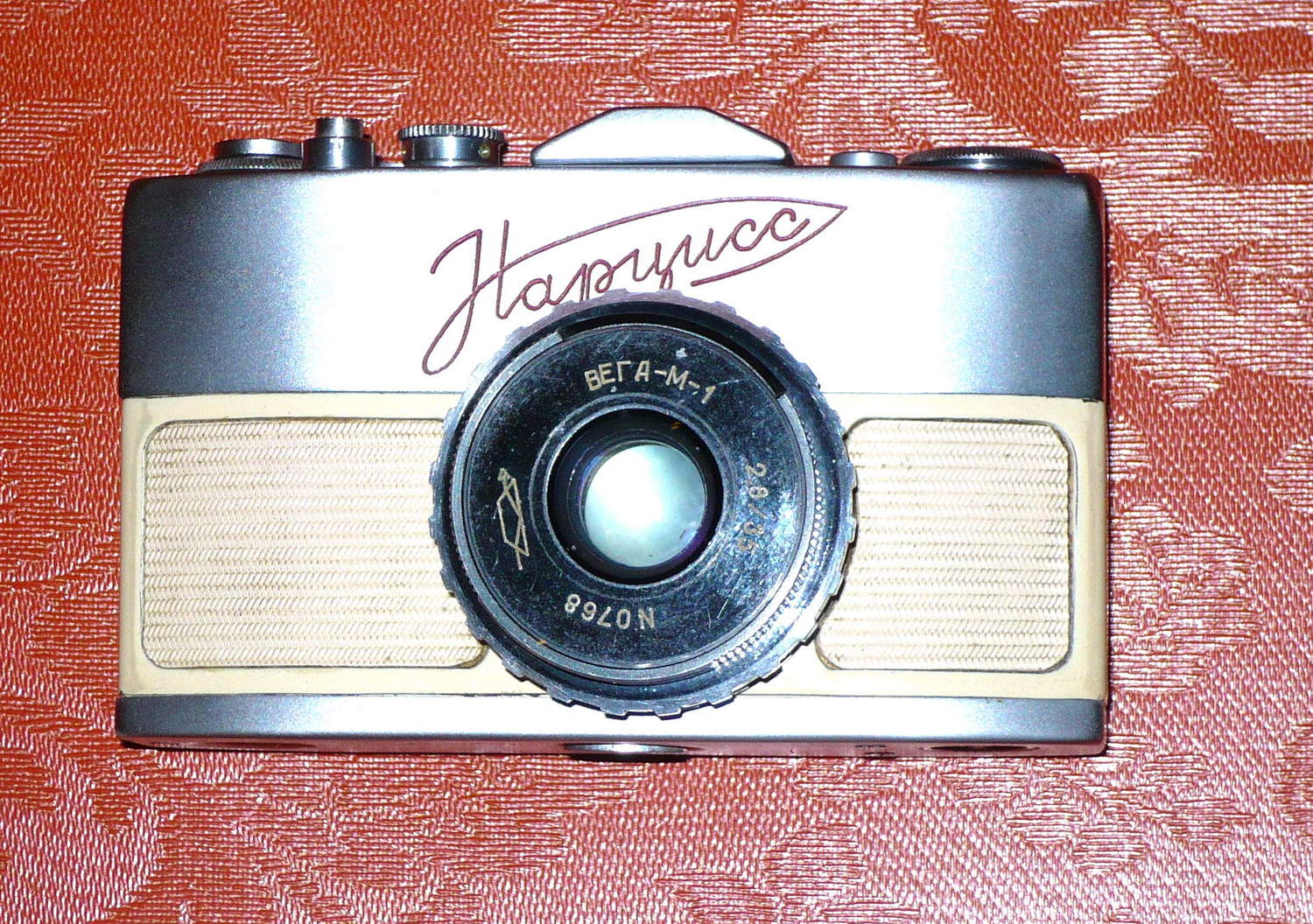
俄罗斯水仙单反相机

- 俄罗斯水仙单反相机(Narciss) 16毫米全金属单反相机，布帘式焦面快门，B,1/2,1/5,1/10,1/25,1/50,1/125,1/250,1/500秒；镜头35毫米F2.8标准镜头，28/2.8广角镜头，50/2镜头。

### 9.4毫米胶卷

#### 8x11毫米

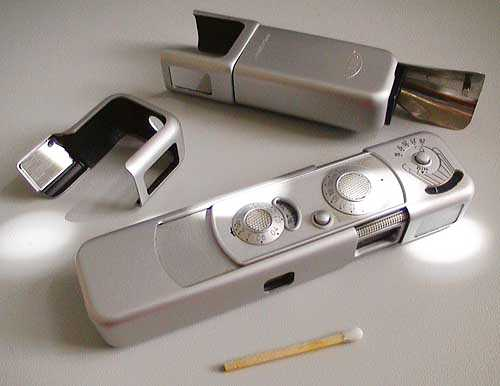
密诺斯B微型相机

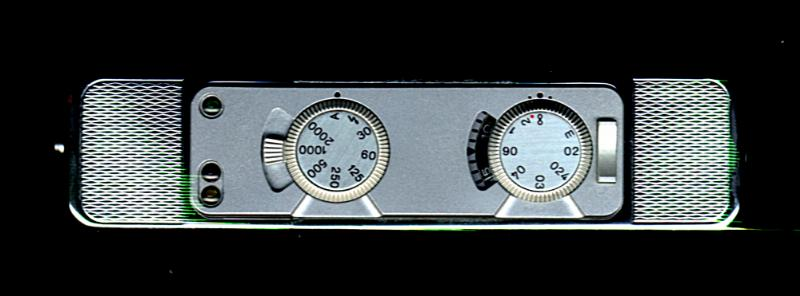
密诺斯-CLX 微型相机

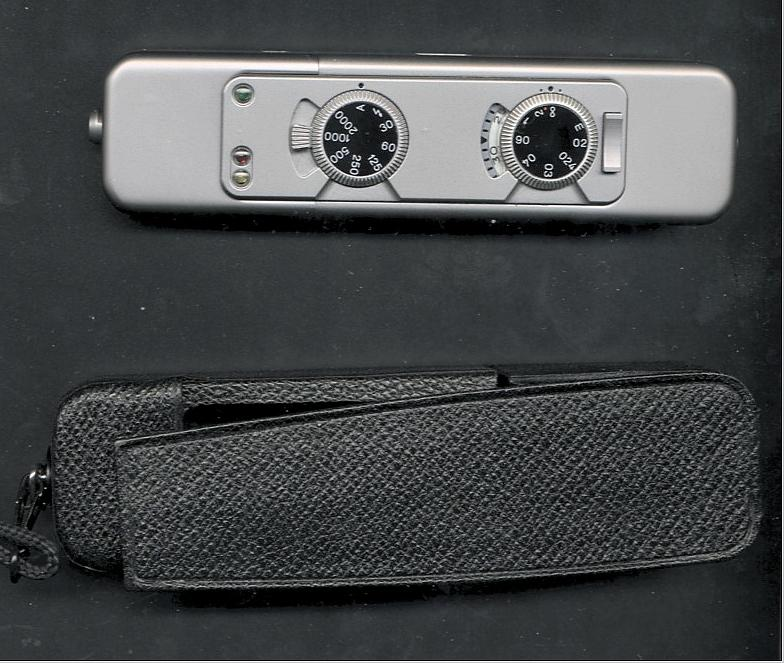
密诺斯 TLX

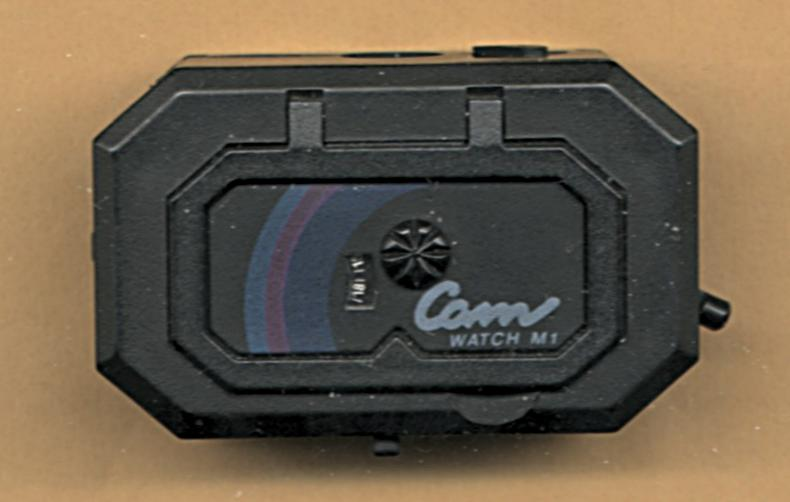
德国查特CHADT手表式微型相机

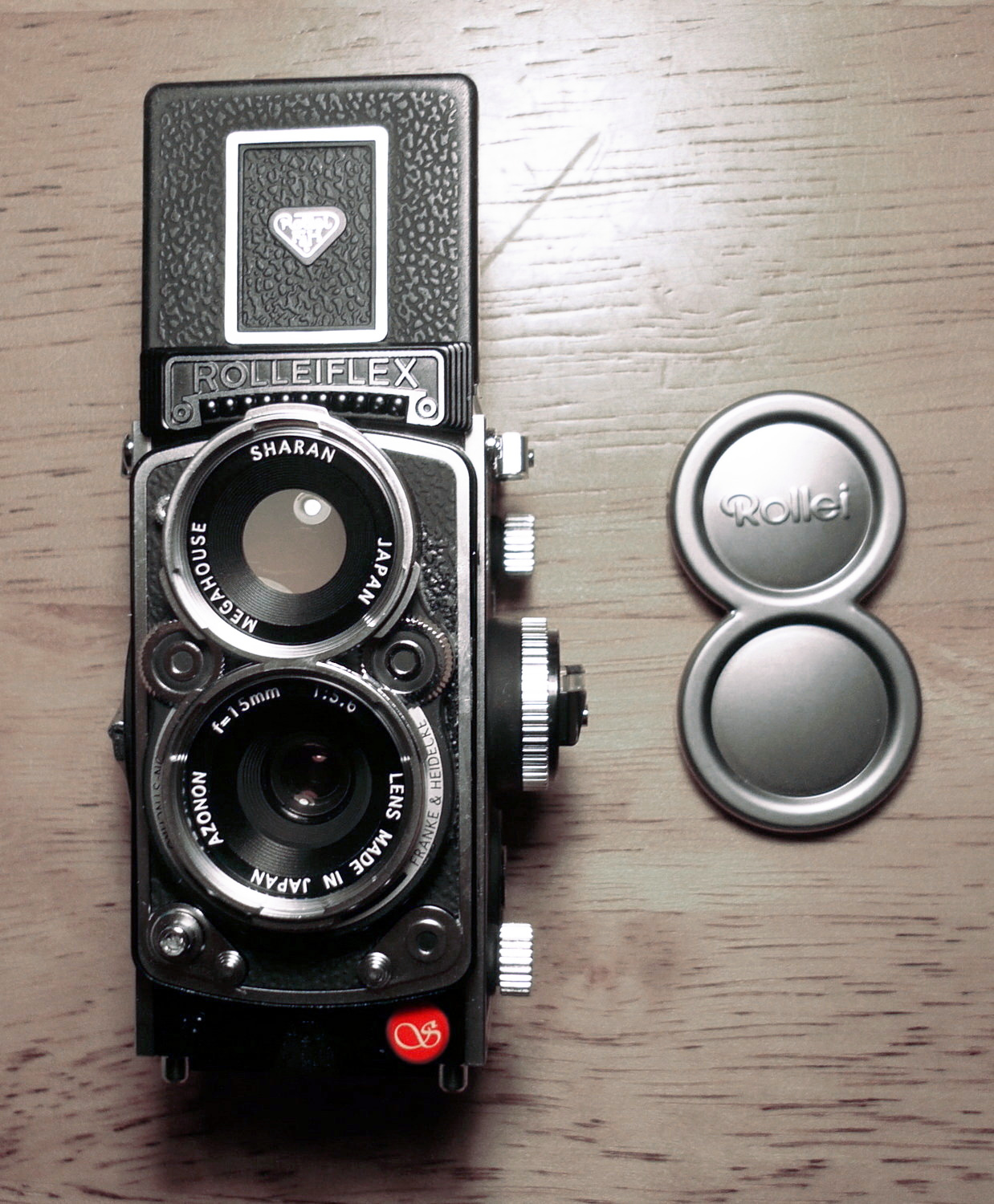
日制仿古禄莱三分之一迷你胶卷相机

- (德)密诺斯

- (德)查特
- (德)(日)仿古微型相机

#### 8.5x11毫米
- (苏))克格勃专用领带照相机 TOYKA 58M 上一次发条可连续拍摄27张照片。